# Ligue mexicaine du Pacifique
La Ligue mexicaine du Pacifique, également appelée « Ligue hivernale », est une ligue mexicaine de baseball où jouent les meilleures équipes d'hiver du pays. La compétition se déroule d’octobre à janvier.
L’équipe championne représente le Mexique dans la série des Caraïbes qui a lieu en février.

## Équipes
La compétition comprend huit équipes:
- Venados de Mazatlán
- Tomateros de Culiacán
- Algodoneros de Guasave
- Cañeros de Los Mochis
- Mayos de Navojoa
- Yaquis de Obregón
- Naranjeros de Hermosillo
- Águilas de Mexicali
- Potros de Tijuana, disparaît dans les années 1990 puis intègre la Ligue mexicaine de baseball.

## Série finale 2011
| Match | Date       | Visiteur | Hôte    | Score  |
| ----- | ---------- | -------- | ------- | ------ |
| 1     | 21 janvier | Guasave  | Obregón | 1 - 8  |
| 2     | 22 janvier | Guasave  | Obregón | 4 - 7  |
| 3     | 24 janvier | Obregón  | Guasave | 3 - 12 |
| 4     | 25 janvier | Obregón  | Guasave | 1 - 2  |
| 5     | 26 janvier | Obregón  | Guasave | 3 - 0  |
| 6     | 28 janvier | Guasave  | Obregón | 5 - 4  |
| 7     | 29 janvier | Guasave  | Obregón | 2 - 5  |

## Palmarès
| Saison  | Champion                  |
| ------- | ------------------------- |
| 1945–46 | Venados de Mazatlán       |
| 1946–47 | Presidentes de Hermosillo |
| 1947–48 | Ostioneros de Guaymas     |
| 1948–49 | Tacuarineros de Culiacán  |
| 1949–50 | Tacuarineros de Culiacán  |
| 1950–51 | Ostioneros de Guaymas     |
| 1951–52 | Tacuarineros de Culiacán  |
| 1952–53 | Venados de Mazatlán       |
| 1953–54 | Venados de Mazatlán       |
| 1954–55 | Venados de Mazatlán       |
| 1955–56 | Naranjeros de Hermosillo  |
| 1956–57 | Naranjeros de Hermosillo  |
| 1957–58 | Venados de Mazatlán       |
| 1958–59 | Ostioneros de Guaymas     |
| 1959–60 | Ostioneros de Guaymas     |
| 1960–61 | Naranjeros de Hermosillo  |
| 1961–62 | Naranjeros de Hermosillo  |
| 1962–63 | Ostioneros de Guaymas     |
| 1963–64 | Naranjeros de Hermosillo  |
| 1964–65 | Ostioneros de Guaymas     |
| 1965–66 | Yaquis de Ciudad Obregón  |
| 1966–67 | Tomateros de Culiacán     |
| 1967–68 | Ostioneros de Guaymas     |
| 1968–69 | Cañeros de Los Mochis     |

| Saison  | Champion                 |
| ------- | ------------------------ |
| 1969–70 | Tomateros de Culiacán    |
| 1970–71 | Naranjeros de Hermosillo |
| 1971–72 | Algodoneros de Guasave   |
| 1972–73 | Yaquis de Ciudad Obregón |
| 1973–74 | Venados de Mazatlán      |
| 1974–75 | Naranjeros de Hermosillo |
| 1975–76 | Naranjeros de Hermosillo |
| 1976–77 | Venados de Mazatlán      |
| 1977–78 | Tomateros de Culiacán    |
| 1978–79 | Mayos de Navojoa         |
| 1979–80 | Naranjeros de Hermosillo |
| 1980–81 | Yaquis de Ciudad Obregón |
| 1981–82 | Naranjeros de Hermosillo |
| 1982–83 | Tomateros de Culiacán    |
| 1983–84 | Cañeros de Los Mochis    |
| 1984–85 | Tomateros de Culiacán    |
| 1985–86 | Águilas de Mexicali      |
| 1986–87 | Venados de Mazatlán      |
| 1987–88 | Potros de Tijuana        |
| 1988–89 | Águilas de Mexicali      |
| 1989–90 | Naranjeros de Hermosillo |
| 1990–91 | Potros de Tijuana        |
| 1991–92 | Naranjeros de Hermosillo |
| 1992–93 | Venados de Mazatlán      |

| Saison  | Champion                 |
| ------- | ------------------------ |
| 1993–94 | Naranjeros de Hermosillo |
| 1994–95 | Naranjeros de Hermosillo |
| 1995–96 | Tomateros de Culiacán    |
| 1996–97 | Tomateros de Culiacán    |
| 1997–98 | Venados de Mazatlán      |
| 1998–99 | Águilas de Mexicali      |
| 1999–00 | Mayos de Navojoa         |
| 2000–01 | Naranjeros de Hermosillo |
| 2001–02 | Tomateros de Culiacán    |
| 2002–03 | Cañeros de Los Mochis    |
| 2003–04 | Tomateros de Culiacán    |
| 2004–05 | Venados de Mazatlán      |
| 2005–06 | Venados de Mazatlán      |
| 2006–07 | Naranjeros de Hermosillo |
| 2007–08 | Yaquis de Obregón        |
| 2008–09 | Venados de Mazatlán      |
| 2009–10 | Naranjeros de Hermosillo |
| 2010–11 | Yaquis de Obregón        |
| 2011–12 | Yaquis de Obregón        |
| 2012–13 | Yaquis de Obregón        |
| 2013–14 | Naranjeros de Hermosillo |
| 2014–15 |                          |

| Saison  | Séries finale                                        |
| ------- | ---------------------------------------------------- |
| 2015–16 |                                                      |
| 2016–17 |                                                      |
| 2017–18 |                                                      |
| 2018–19 |                                                      |
| 2019–20 | Tomateros de Culiacán – Venados de Mazatlán 4–3      |
| 2020–21 | Tomateros de Culiacán – Naranjeros de Hermosillo 4–3 |
| 2021–22 | Charros de Jalisco – Tomateros de Culiacán 4–3       |
| 2022–23 | Cañeros de Los Mochis – Algodoneros de Guasave 4–2   |
| 2023–24 |                                                      |
| 2024–25 | Charros de Jalisco - Tomateros de Culiacán 4-2       |